# Circa
Pour les articles homonymes, voir Circa (homonymie).
Le mot latin « circa », qui signifie « environ »
,,
est souvent utilisé après la mention d'une date connue approximativement
.
Il est souvent abrégé en c., ca ou ca., voire cir. ;
certains textes du XVIIIe siècle utilisent  circum circa.
Par exemple, on peut écrire « Jésus de Nazareth est mort circa 33 apr. J.C. », tant que la date exacte de sa mort est inconnue.

## Alternatives au motcirca
Certains linguistes considèrent que l’emploi de circa ou ca. sont des anglicismes
.
L'usage, en français, de ne terminer une abréviation par un point que si elle ne conserve pas la dernière lettre du mot abrégé fera préférer « circa », « ca », « cir. ».
On peut aussi écrire « vers » au complet ou son abréviation « v. »
(le contexte suffit presque toujours au lecteur pour savoir si « v. » est l'abréviation de la préposition « vers (environ) », du verbe voir ou des noms verbe,  ou vers (de poésie), comme dans « rédigé v. 1530  ».)